# The Puppet Show (Buffy the Vampire Slayer)
The Puppet Show  es el noveno episodio de la primera temporada de la serie Buffy the Vampire Slayer. Este episodio fue escrito por los guionistas Rob Des Hotel y Dean Batali, y dirigido por Ellen S. Pressman. La narración sigue a Giles que es el productor de un espectáculo de talentos, entre las audiciones se encuentra un misterioso ventrilucuista que al parecer está ligado a los asesinatos cometidos en la escuela. El episodio es conocido en España como El Guiñol y en Latinoamérica como El Ventrílocuo.

## Argumento
Giles (Anthony Head) ha sido elegido por el nuevo director del instituto, Snyder (Armin Shimerman), para supervisar el concurso de talentos. Cuando Buffy (Sarah Michelle Gellar), Xander (Nicholas Brendon) y Willow (Alyson Hannigan) se paran a saludarlo, Snyder los obliga a participar en el concurso.
Una de las bailarinas aparece muerta y sin corazón. La última persona con quien habló fue Morgan (Rich Werner), un extraño y torpe estudiante cuya participación en el concurso será un número de ventriloquía con un muñeco llamado Sid. Cuando le preguntan al respecto, Morgan se pone nervioso y habla con Sid como si el muñeco tuviera vida. Más tarde, Buffy revisa la taquilla de Morgan y sólo encuentra la caja del muñeco vacía. Esa noche Morgan es visto de nuevo hablando con Sid, quien en efecto resulta estar vivo y más tarde ataca a Buffy en su habitación y fracasa.
Al día siguiente Giles le habla a Buffy, Xander y Willow sobre unos demonios que roban órganos humanos para conservar su humanidad. Quizá Morgan matase a la bailarina para obtener su corazón, pero los demonios son muy fuertes y Morgan no. Willow descubre un libro que dice que muñecos y maniquíes pueden volverse humanos cosechando órganos humanos.
Cuando Buffy busca a Morgan encuentra su cuerpo sin cerebro. Uno de los aparejos del escenario cae sobre ella y Sid la ataca, pero es derrotado por Buffy, y finalmente el muñeco le explica a los scoobies que una vez fue humano, pero un demonio lo maldijo dejándolo con la forma de un muñeco viviente. Sid también cree que el demonio que lo maldijo se encuentra en el concurso de talentos disfrazado y, por lo tanto, es el responsable de los asesinatos. Por lo que al matarlo Sid también morirá y será "libre". Willow busca los datos de Morgan y descubre que tenía cáncer en el cerebro, lo que significa que el demonio seguirá buscando un cerebro sano. Buffy entonces decide ayudar a Sid en la búsqueda del demonio, pero el muñeco desaparece misteriosamente.
Giles se encuentra en el auditorio ayudando a Marc (Burke Roberts), un estudiante que hará un número de magia. Marc convence a Giles para que sea su ayudante y lo acuesta en la guillotina. Giles finalmente se da cuenta de la verdadera identidad de Marc y Buffy aparece para salvarlo. Marc se transforma en el demonio y, tras una batalla, Buffy, Xander y Willow salvan a Giles y decapitan al demonio. Sid aparece apuñalando el corazón del demonio para rematarlo, muriendo en el acto. 
Inesperadamente el telón se sube y Buffy, Xander y Willow se ven en la obligación de interpretar una escena de Edipo Rey, con una total falta de talento. Cuando Willow tiene que hablar, sale corriendo del escenario bloqueada por los nervios.

## Actores

### Personajes principales
- Sarah Michelle Gellar como Buffy Summers.
- Nicholas Brendon como Xander Harris.
- Alyson Hannigan como Willow Rosenberg.
- Charisma Carpenter como Cordelia Chase.
- and Anthony Stewart Head como Rupert Giles.

### Apariciones especiales
- Kristine Sutherland como Joyce Summers.
- Richard Werner como Morgan Shay.
- Burke Roberts como Marc.
- and Armin Shimerman como Director Snyder.

### Personajes secudndarios
- Tom Wyner como Sid el guiñol (voz).

## Producción
Dos diálogos fueron eliminados del guion original debido a su duración:

Buffy: Y no creo que representemos el talento especial de Xander...

Xander: Bien, algunos están celosos al no poder decir el alfabeto eructando.

Buffy: ... así que volvemos al drama. Solo hagámoslo rápido. Entrar y salir. Nadie sale herido.
Buffy the Vampire SlayerDiálogos eliminados

Buffy: Bastante bien. Nunca había oído «Flight of the Bumblebee» con una tuba.

Lisa: A mucha gente no le gusta.
Buffy the Vampire SlayerDiálogos eliminados

Fue el episodio menos visto de la temporada con solo un 1.7 de audiencia.